# 스가야정
스가야정(菅谷町)은 이바라키현 나카군에 일찍이 존재했던 정이다.

## 지리
- 현재의 나카시 동부에 해당한다.
- 촌의 대부분은 고원지대로 이루어져 있다.

## 역사
- 1889년 4월 1일 - 정촌제 시행에 의해 나카군 스가야촌이 성립하였다.
- 1942년 9월 8일 - 스가야촌이 정으로 승격해 스가야정이 되었다.
- 1955년 3월 31일 - 고다이촌, 도다촌, 요시노촌, 누카타촌, 기자키촌과 합병해 나카정이 성립하여, 동일 스가야정은 폐지되었다.

## 인구
| 1891年 | 2,509 |
| 1920年 | 3,284 |
| 1935年 | 3,840 |
| 1950年 | 5,823 |

## 교통

### 철도
- 일본국유철도(→ 동일본 여객철도)
  - 스이군선

## 참고문헌
- 那珂町史編さん委員会編『那珂町史 近代・現代編』、那珂町、1995年
- 角川日本地名大辞典編纂委員会『가도카와 일본 지명 대사전 8 茨城県』、가도카와 쇼텐、1983年 ISBN 4040010809